# آلن بال پدر
آلن بال پدر (انگلیسی: Alan Ball Sr.; ۲۶ سپتامبر ۱۹۲۴ – ۲ ژانویهٔ ۱۹۸۲) بازیکن فوتبال اهل بریتانیا بود.
از باشگاه‌هایی که در آن بازی کرده‌است می‌توان به باشگاه فوتبال اولدهام اتلتیک، باشگاه فوتبال روچدیل، باشگاه فوتبال ساوتپورت، و باشگاه فوتبال بیرمنگام سیتی اشاره کرد.